# Romolo vincitore di Acrone
Romolo, vincitore di Acrone, porta le spoglie opimi al tempio di Giove (Romulus, vainqueur d'Acron, porte les dépouilles opimes au temple de Jupiter), comunemente abbreviato in Romolo vincitore di Acrone (Romulus, vainqueur d'Acron), è un dipinto completato nel 1812 dall'artista neoclassico francese Jean-Auguste-Dominique Ingres. L'opera è conservata alla scuola nazionale superiore di belle arti di Parigi. Il dipinto misura 276 centimetri d'altezza e 530 di lunghezza, il che la rende una delle opere di dimensioni maggiori eseguite da Ingres.

## Storia

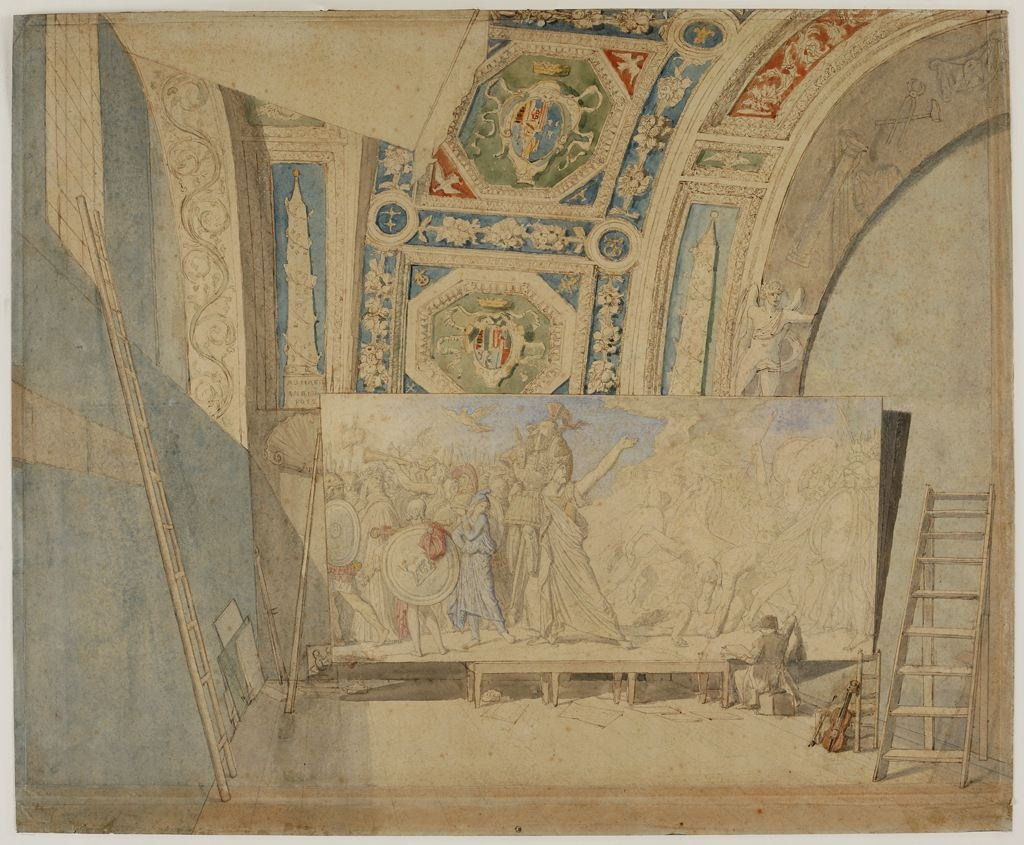
Un acquerello realizzato dallo stesso Ingres nel 1811 circa che raffigura la realizzazione dell'opera.

Il dipinto, assieme a Il sogno di Ossian, venne commissionato dal generale Miollis nel 1811 per la residenza romana di Napoleone Bonaparte, il palazzo di Monte Cavallo (oggi il palazzo del Quirinale): l'opera doveva decorare il secondo salone dell'imperatrice. Il Romolo vincitore di Acrone venne dipinto nello studio del pittore presso la chiesa di Santa Trinità dei Monti. Nel 1815, dopo la fine dell'impero napoleonico, l'opera venne trasferita nel palazzo del Laterano. Nel 1867 papa Pio IX donò la tela all'imperatore Napoleone III, che la presentò alla scuola di belle arti, presso l'anfiteatro d'onore. Nel 1969 l'opera finì nel deposito del Louvre (dove si conserva tuttora uno schizzo) e sarebbe tornata nella scuola di belle arti solo nel maggio del 2017, dopo un restauro.

## Descrizione

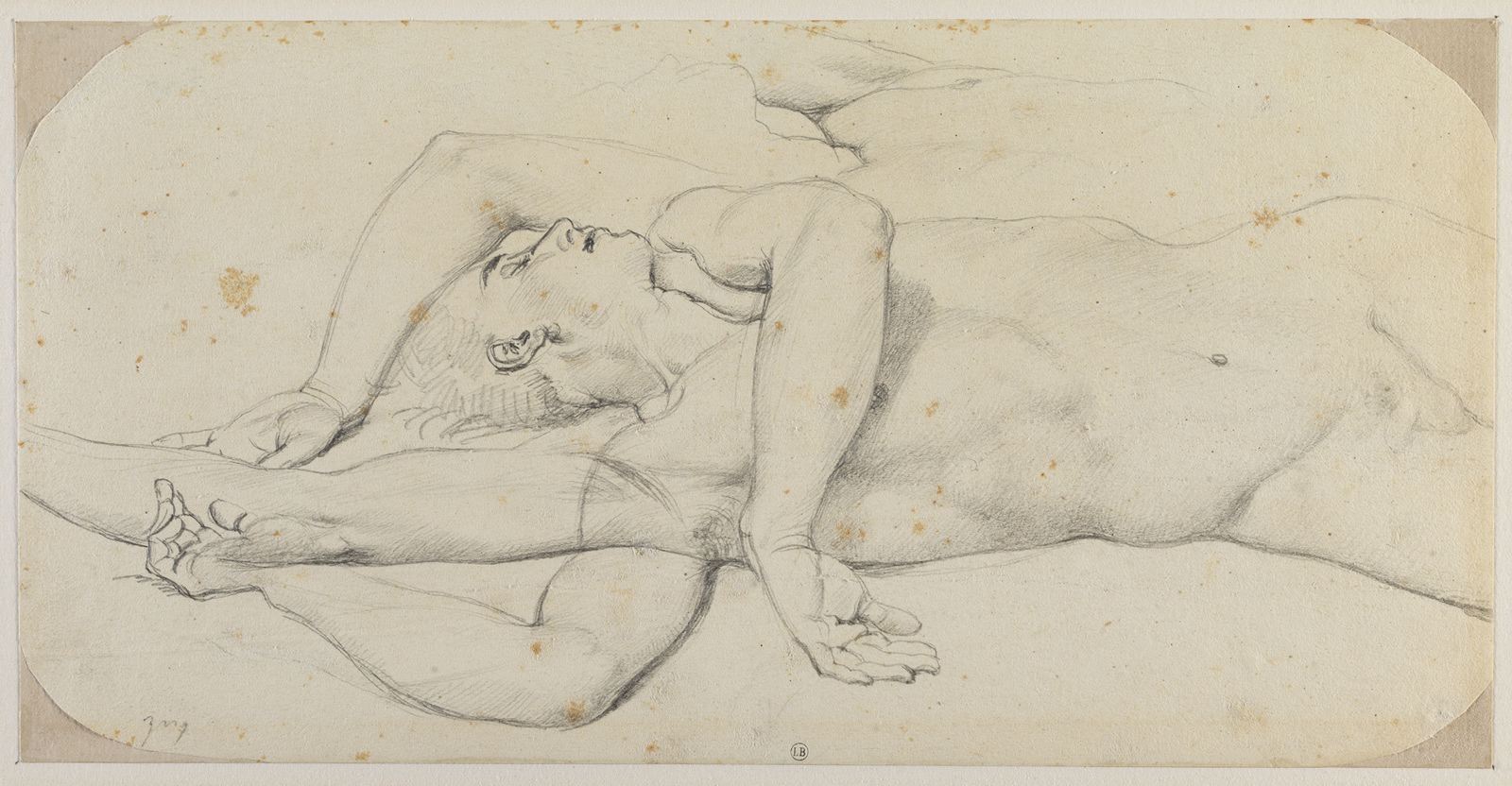
Uno studio per il cadavere di Acrone, conservato nel museo Bonnat di Bayonne.

Il soggetto scelto da Ingres deriva dalla Vita di Romolo contenuta nelle Vite parallele di Plutarco. Il dipinto raffigura la fine della guerra che seguì il rapimento delle giovani Sabine da parte dei Romani, guidati dal loro re Romolo, per colmare la carenza di donne nella città di Roma, da poco fondata. Per ritorsione Acrone, il re dei Ceninensi, una tribù confinante, aveva dichiarato guerra ai Romani. Il suo esercito venne sconfitto senza pietà e la sua città venne saccheggiata dai Romani. L'opera ritrae il momento nel quale Romolo, dopo aver spogliato delle armi il cadavere di Acrone, si prepara a ripartire alla volta dell'Urbe.
La scena neoclassica richiama i fregi lunghi tipici del mondo antico. Accanto a Romolo si trovano vari soldati e dei servi che portano le armi del loro re. Dall'altra parte del dipinto si trova il corpo di Acrone, lasciato nudo, che viene portato via da un servo. In secondo piano si trova un soldato che cerca di trattenere un cavallo, la cui testa si rifà al cavallo di marmo dai resti del fregio del Partenone. Sullo sfondo si trova una città che brucia. Ingres utilizzò la tempera per evocare la qualità opaca degli affreschi romani antichi. L'atmosfera congelata e senza emozioni presente nell'opera è una caratteristica del nuovo stile gotico che stava emergendo vigorosamente all'inizio del diciannovesimo secolo.

## Fonti di ispirazione

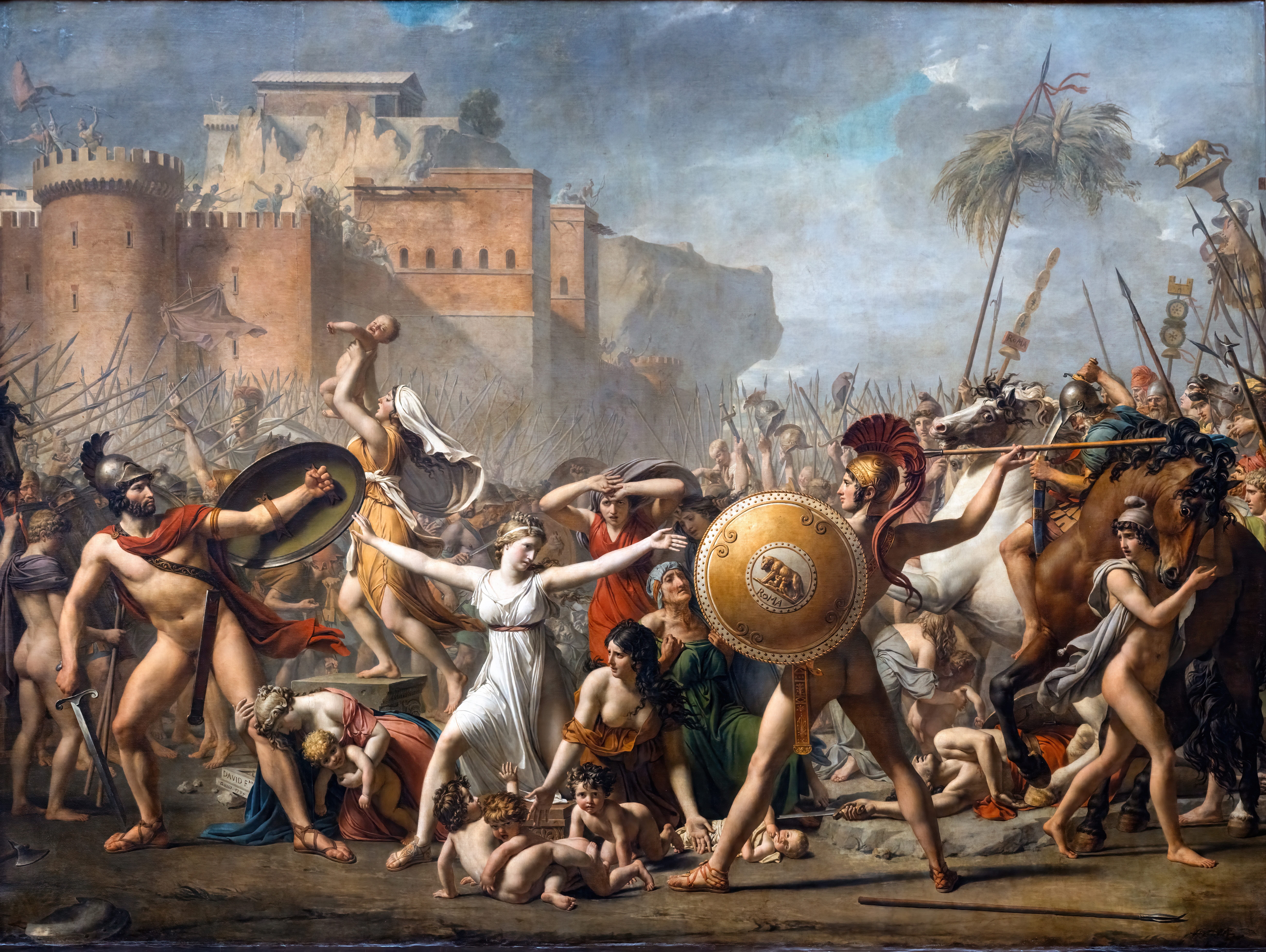
Jacques-Louis David, Le Sabine, 1799

Ingres non prese solo ispirazione dal mondo antico: alcuni elementi del dipinto richiamano le opere di Jacques-Louis David, che fu il suo maestro per quattro anni. Il Romolo vincitore di Acrone ha molti punti in comune con Le sabine di David del 1799. Il cadavere di Acrone richiama quello di un sabino dipinto dal suo maestro. Lo scudo che raffigura la lupa che allattò Romolo e Remo, all'origine del mito della fondazione di Roma, è pressoché lo stesso, eccetto per l'assenza della scritta "ROMA". Il guerriero a sinistra delle Sabine davidiane, la cui posa richiama le statue antiche, trova un suo riscontro nel Romolo vittorioso di Ingres.